# 胡伸
胡伸（?—?），字彦时，秀水人。
14歲時与兄胡伋游学杭州，入太学，与同郡汪藻俱有文名，时人曰：“胡伸汪藻，江左二宝。”。绍圣四年（1097年）与胡伋同登進士第，初授颍川教授。元符二年（1099年），召为太学正。